# Westringia fruticosa
La Westringia fruticosa, de nom comú Romaní d'Austràlia, és un arbust perennifoli amb origen a Nova Gal·les del Sud i Queensland, a la costa est d'Austràlia.

## Descripció

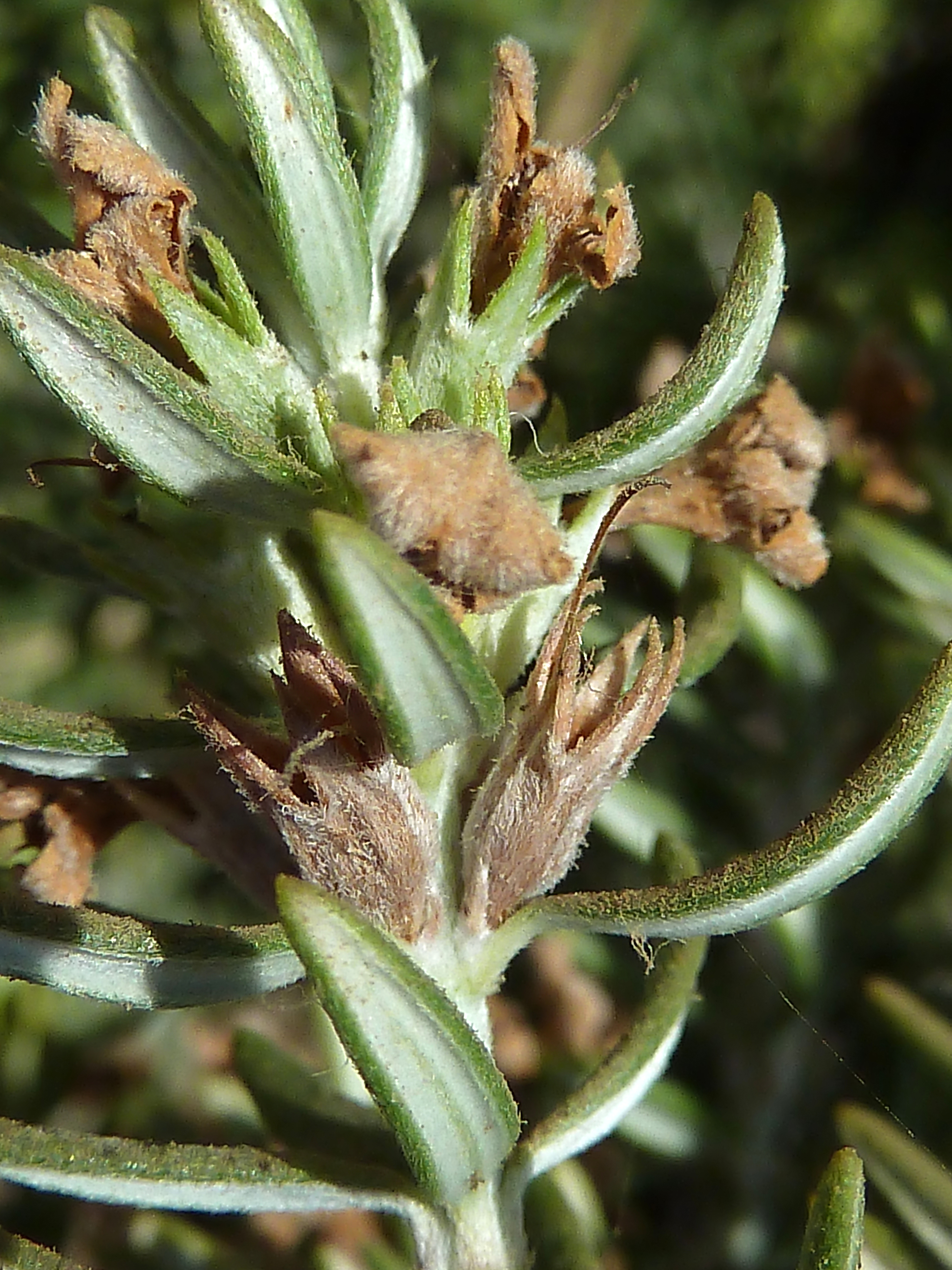
Revers fulles Westringia fruticosa

Arbust florifer, on les flors, bilabiades, són de color blanc, blau o rosa pal·lid, son tubulars i axilars. Floregeix durant la primavera i l'estiu, encara que en climes suaus pot florir tot l'any. També tenen taques de color taronja variable fins al porpra en la seva meitat inferior. Com son flors mel·líferes atrauen a abelles i a ocells.
Aquest arbustos molt ramificats posseeixen fulles petites, estretes, planes i coriàcies, similars a les del Rosmarinus. A l'anvers son d'un color verdos-grisenc fosc i del revers d'un color platejades i pubescents, com la tija.
Aquest arbust creix al voltant d'1 o 1,5 metres d'alçada.

## Taxonomia

### Sinonímia
Sinònim heterotípic
- Westringia rosmarinacea Andrews

- Westringia rosmariniformis Sm.
- Westringia rosmariniformis var. brevifolia (Benth.) Domin

Sinònim homotípic
- Cunila fruticosa Willd.[3]

### Etimologia
-Westringia es un gènere dedicat al metge i autor botànic suec Johan Peter Westring.
-Fruticosa es un epítet llatí que fa referència a alguna cosa amb les característiques d'un arbust.